# Chùa Thiếu Lâm
Chùa Thiếu Lâm (chữ Hán: 少林寺; bính âm Hán ngữ: Shàolínsì; phiên âm Hán-Việt: Thiếu Lâm tự; dịch nghĩa: "chùa trong rừng gần đỉnh Thiếu Thất") là một ngôi chùa tại Tung Sơn, thành phố cấp huyện Đăng Phong, địa cấp thị Trịnh Châu, Hà Nam, Trung Quốc, nổi tiếng từ lâu nhờ mối liên hệ với Phật giáo Thiền tông và võ thuật. Là cái nôi của Thiền tông Trung Hoa, có lẽ nó là một cơ sở Phật giáo nổi tiếng nhất đối với phương Tây. Tuy nhiên, võ thuật của Thiếu Lâm tự lại được biết đến nhiều nhất đối với người Á Đông, chùa Thiếu Lâm với võ phái Thiếu Lâm được xem là nguồn gốc các phái võ Trung Quốc hiện nay, từng có câu thành ngữ nói về điều đó: "Thiên hạ công phu xuất Thiếu Lâm" (mọi công phu võ thuật trong thiên hạ đều khởi phát từ Thiếu Lâm).

## Lịch sử
Theo "Tục cao tăng truyện" (续高僧传, 645) của Đạo Tuyên, chùa Thiếu Lâm ban đầu được Hiếu Văn Đế của nhà Bắc Ngụy xây dựng ở phía bắc núi Thiếu Thất, đỉnh phía tây của Tung Sơn, một trong các ngọn núi linh thiêng của Trung Quốc cho nhà sư Bạt Đà, người đã thuyết giảng Bộ kinh Phật giáo ở Trung Quốc trong vòng ba thập kỷ.

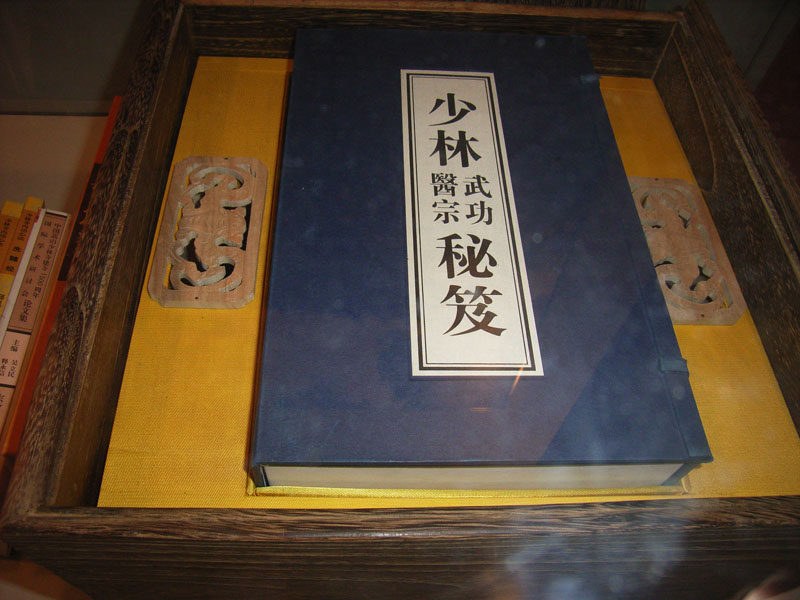
Thiếu Lâm Y tông Võ công bí kíp

Dương Huyễn Chi, trong "Lạc Dương già lam ký" (洛陽伽藍記; 547), và Lý Hiền (李賢), trong "Minh nhất thổng chí (明一統志; 1461), cũng công nhận vị trí và thời đại của ngôi chùa như Đạo Tuyên. Quyển "Gia Khánh trùng tu nhất thống chí" (嘉慶重修一統志; 1843) viết rằng ngôi chùa ở tỉnh Hà Nam, được xây dựng vào năm Thái Hòa (太和) thứ 20 nhà Bắc Ngụy (tức năm 497). Ngôi chùa bị hủy diệt và trùng tu vài lần, trở thành một trong những ngôi chùa xưa nhất của Trung Quốc.

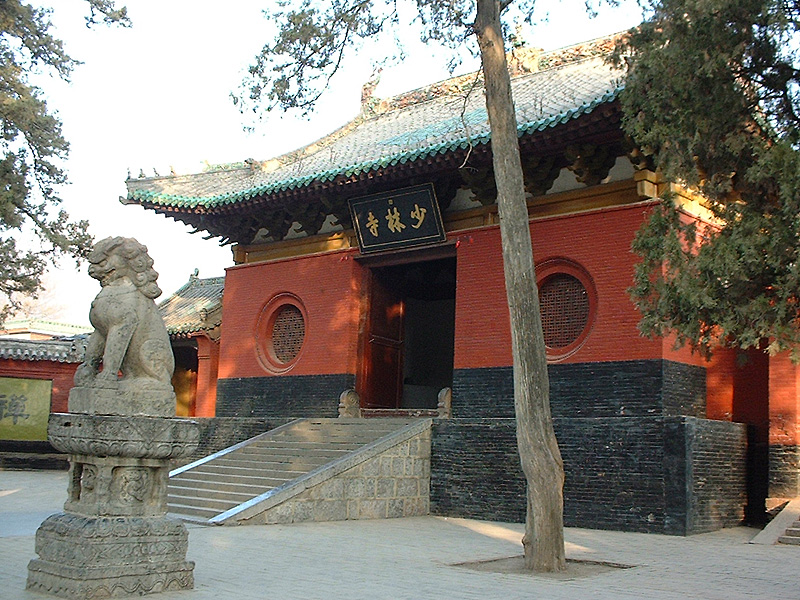
Cổng chính của chùa Thiếu Lâm Tung Sơn Hà Nam

Có lẽ người nổi tiếng nhất có liên hệ với chùa Thiếu Lâm là Bồ đề đạt ma. Ông là một nhà sư được cho là từ Ba Tư hoặc Nam Ấn Độ sang Trung Quốc vào thế kỉ thứ 5 hay thứ 6 để truyền bá Phật giáo. Trường phái Phật giáo do Bồ-đề-đạt-ma lập ra ở Thiếu Lâm trở thành nền tảng cho Thiền tông sau này (cả hai từ Zen hay 禪 "thiền" đều bắt nguồn từ dhyana trong tiếng Phạn, nghĩa là thiền). Sau khi vào Thiếu Lâm tự, truyền thuyết kể rằng Bồ-đề-đạt-ma thấy các nhà sư không có hình thể mạnh khỏe cho thiền định và họ thường ngủ gục trong khi thiền. Chuyện kể rằng Bồ-đề-đạt-ma ngồi thiền quay mặt vào tường trong một hang đá cạnh chùa trong chín năm, sau đó ông giới thiệu một hệ thống các bài tập thể dục được cho là thập bát La-hán chưởng hay là các bài tập co giãn cơ bắp kinh điển Đạt-ma. Dần dần những động tác này phát triển thành võ thuật. Theo truyền thống, các nhà sư Thiếu Lâm phát triển kỹ năng võ thuật để phòng thủ sự tấn công của kẻ địch, như là một phương tiện giữ gìn sức khỏe, và như là một kỉ luật về tinh thần và thể chất.
Sự hệ thống hóa võ thuật bởi các nhà sư có lẽ bắt đầu với những viên quan võ trong quân đội về hưu và đi tu tại đó. Tu viện là một nơi ở ẩn, không giống như là trong chiến trường, do vậy những người đó có thể trao đổi võ thuật và hoàn thiện các miếng võ đó.
Tiếng tăm về quân sự của chùa bắt đầu vào đầu đời nhà Đường (618–907). Tấm bia của Thiếu Lâm tự năm 728 miêu tả chuyện các nhà sư chiến đấu giúp cho vị hoàng đế tương lai là Lý Thế Dân chống lại đối thủ của ông là Vương Thế Sung.
Khi lên ngôi, vị vua biết ơn và cho mở rộng khuôn viên chùa và cho phép một số nhà sư tiếp tục việc huấn luyện quân sự. Võ công của Thiếu Lâm tự đạt đến đỉnh cao vào đời nhà Minh (1368–1644), khi vài trăm nhà sư Thiếu Lâm được phong hàm như trong quân đội và đích thân họ chỉ huy các chiến dịch chống lại quân nổi loạn và quân cướp từ Nhật Bản. Vào thời điểm này, các nhà sư Thiếu Lâm đã phát triển môn võ Thiếu Lâm với phong cách riêng biệt.
Ngôi chùa nguyên thủy vẫn tồn tại sau nhiều lần bị cướp phá và được xây dựng lại. Vào 1928, tướng Thạch Hữu Tam thuộc hạ của Tưởng Giới Thạch phóng hỏa đốt chùa, thiêu hủy đi nhiều văn thư vô giá trong thư viện chùa, một số sảnh đường, và làm hư hại nặng tấm bia đã nói đến ở trên.
Cách mạng Văn hóa Trung Quốc thanh trừng tất cả các nhà sư và các tài liệu Phật giáo tồn tại trong khuôn viên chùa, để chùa hoang tàn trong nhiều năm. Sau thành công vang dội của bộ phim Thiếu Lâm Tự do Lý Liên Kiệt đóng vai chính vào năm 1982, chùa được Nhà nước Trung Quốc cho xây dựng lại và trở thành địa điểm du lịch chính thức. Các nhóm võ thuật trên khắp thế giới đã quyên góp để bảo trì chùa và các khuôn viên quanh đó, và sau đó được ghi danh trên những viên đá có khắc chữ gần lối vào chùa.
Người ta cho rằng chùa Thiếu Lâm bị phá hủy nhiều nhất là bởi quân đội Mãn Châu nhà Thanh. Tuy nhiên, có lẽ điều đó là không chính xác và chỉ là ngụy tạo. Thực tế, Khang Hi, hoàng đế thứ hai của nhà Thanh, là một người hâm mộ chùa Thiếu Lâm ở Hà Nam đến mức ông đã khắc chữ trên đá ở phía trên cổng chính của chùa mà cho đến ngày nay vẫn còn.
Câu chuyện về nhà Thanh phá hủy chùa Thiếu Lâm có thể là nói về chùa Nam Thiếu Lâm, mà Từ Kha (Xu Ke 徐珂), trong tác phẩm Thanh Bại Lỗi Sao (Qing bai lei chao 清碑類鈔) (1917), cho là ở tỉnh Phúc Kiến.
Một số sử sách khác còn nói rằng có 3 ngôi chùa Nam Thiếu Lâm trong khu vực này: Nam Thiếu Lâm Tự Bồ Điền Phúc Kiến, Nam Thiếu Lâm Tự Phúc Thanh Phúc Châu Phúc Kiến, Nam Thiếu Lâm Tự Toàn Châu (Tuyền Châu) Phúc Kiến.
Một đại hội Đạt-ma được tổ chức trong hai ngày 19 và 20 tháng 8 năm 1999, tại chùa Thiếu Lâm, Tung Sơn, Trung Quốc, đã phong hòa thượng Thích Vĩnh Tín (Shi Yong Shin 奭永信) làm phương trượng. Ông là người kế nhiệm thứ mười ba của hòa thượng phương trượng Thiền sư Tuyết Đình Phúc Dụ (Xue-ting Fu-yu 雪庭福裕). Vào tháng 3 năm 2006, tổng thống Nga Putin đã trở thành nhà lãnh đạo nước ngoài đầu tiên đến thăm chùa Thiếu Lâm.

## Võ Thiếu Lâm

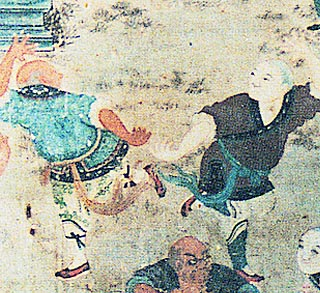
Hình vẽ trên tường trong chùa